# Masaya Yamamoto
Masaya Yamamoto (山本 真也 Yamamoto Masaya?, nacido el 23 de octubre de 1991 en Shizuoka) es un futbolista japonés que se desempeña como centrocampista.

## Trayectoria

### Clubes
| Club          | País  | Año         |
| ------------- | ----- | ----------- |
| YSCC Yokohama | Japón | 2014 - 2017 |

## Estadística de carrera

### J. League
| Club          | Año   | J. League | J. League | Copa J. League | Copa J. League | Total | Total |
| Club          | Año   | Part.     | Goles     | Part.          | Goles          | Part. | Goles |
| ------------- | ----- | --------- | --------- | -------------- | -------------- | ----- | ----- |
| YSCC Yokohama | 2014  | 27        | 2         | -              | -              | 27    | 2     |
| YSCC Yokohama | 2015  | 31        | 1         | -              | -              | 31    | 1     |
| YSCC Yokohama | 2016  | 26        | 0         | -              | -              | 26    | 0     |
| YSCC Yokohama | 2017  | 14        | 0         | -              | -              | 14    | 0     |
| Total         | Total | 98        | 3         | 0              | 0              | 98    | 3     |